# Ana Lua Caiano
Ana Lua Caiano é uma cantora, cantautora, compositora, produtora e artista portuguesa. Uma one-woman band, concilia o género de música popular portuguesa com música electrónica e hip-hop, através do uso de instrumentos como um microfone, teclado, loop station, bombo e outros instrumentos; com diversos aparelhos, cria várias camadas de voz, percussão e melodias sobrepostas.

## Biografia
Caiano encontra-se ligada à música desde jovem, tendo começado a aprender piano quando tinha 6 anos. Depois de quatro anos num curso regular do Hot Clube de Portugal e de uma passagem por algumas bandas como vocalista, decidiu lançar-se na composição. Com a pandemia de COVID-19, sentiu que podia explorar fazer música por si mesma e numa carreira a solo.

## Reconhecimento e Prémios
Em 2023, foi nomeada para os Music Moves Europe Awards, promovidos pela União Europeia. 
Nomeada para três prémios, na edição dos Globos de Ouro de 2024, foi distinguida com o de Melhor Canção pelo tema “Deixem O Morto Morrer”, do álbum Vou Ficar Neste Quadrado. 
Em 2025, ganha o Prémio da Crítica dos Play - Prémios da Música Portuguesa. 

## Discografia
O seu EP de estreia, Cheguei Tarde a Ontem, com seis canções, foi lançado em 2022, e o seu segundo álbum, Se Dançar É Só Depois, com seis canções, foi lançado em 2023. Ambos os registos foram editados pela Chinfrim Discos.

## Ligações Externas
- Ana Lua Caiano (Youtube) | Tema Deixem o morto morrer (2024)